# Truppenarzt
Truppenarzt (Abkürzung der Bundeswehr: TrArzt) ist die militärische Dienstpostenbezeichnung für den mit der medizinischen Behandlung und Betreuung eines Truppenteils beauftragten Sanitätsoffizier (Humanmedizin). Neben den Truppenärzten gibt es beim Militär auch Truppenzahnärzte sowie  speziell qualifizierte Fliegerärzte und Schiffsärzte.
Truppenärzte gab es zudem bei der Waffen-SS und im Sanitätswesen der deutschen Konzentrationslager. Eine ältere Bezeichnung für den Truppenarzt oder ärztlichen Sanitätsoffizier ist Militärarzt (älter auch Militairarzt).

## Truppenarztwesen der Bundeswehr
Im Sanitätsdienst der Bundeswehr sind seit der letzten Bundeswehrreform Truppenärzte überwiegend in regionalen Sanitätseinrichtungen des Zentralen Sanitätsdienstes stationiert und dort im Rahmen der unentgeltlichen truppenärztlichen Versorgung (utV) für die Betreuung und Behandlung der am Standort ansässigen militärischen Dienststellen und deren Soldaten zuständig. Die Anzahl der zugehörigen Truppenärzte einer regionalen Sanitätseinrichtung richtet sich hierbei nach der zu betreuenden Truppenstärke. Die bei den Teilstreitkräften verbliebenen Truppenärzte sowie das unterstützende Sanitätspersonal sind einem Verband der jeweiligen Teilstreitkraft zugeordnet. Die Truppenarztstellen bei der Bundeswehr sind in der Regel kombinierte Stabs-/Oberstabsarzt-Stellen.
Unterstellt sind die Truppenärzte bei der Bundeswehr truppendienstlich nach §1 VorgV dem Leiter der regionalen Sanitätseinrichtung, in den Sanitätsdiensten der Teilstreitkräfte dem jeweiligen Kommandeur, fachdienstlich in regionalen Sanitätseinrichtungen dem Leiter der Dienststelle und im Sanitätsdienst der Teilstreitkräfte dem Leitenden Sanitätsoffizier (LSO). Zur Erfüllung ihrer Aufgaben ist den Truppenärzten fachdienstlich (§2 VorgV) entsprechendes Sanitätspersonal unterstellt.
Bereits vor der Gründung der Bundeswehr wurde das Verhältnis des Truppenarztes gegenüber den zu behandelnden Soldaten diskutiert. Während die eine Seite es – insbesondere in Kriegssituationen – für zwingend notwendig hielt, Truppenärzten gegenüber den Patienten Vorgesetzteneigenschaften zu verleihen, betrachtete die Gegenseite das Arzt-Patient-Verhältnis einem Vorgesetzter-Untergebener-Verhältnis übergeordnet, und wollte nur den Ärzten in Lazaretten Vorgesetztenbefugnisse zuteilwerden lassen. Letztendlich fiel die Entscheidung im Sinne der Befürworter. Noch bis in die späten 2010er Jahre waren Truppenärzte der Bundeswehr gegenüber den als Patienten zu behandelnden Soldaten vorgesetzt nach §3 VorgV. Gegenüber den Patienten begründet sich nach heutiger Rechtsauffassung kein Vorgesetztenverhältnis mehr.

## Geschichte

### Heiliges Römisches Reich Deutscher Nation
Zur Geschichte der militärischen Heilfürsorge in der Antike, Mittelalter und Frühen Neuzeit siehe Wundarzt, Chirurgie und  Militärischer Sanitätsdienst. Für Deutschland ab 1871 siehe Sanitätsoffizier.
In den stehenden Heeren der Neuzeit waren im  Heiligen Römischen Reich Deutscher Nation sogenannte  Regimentsfeldscherer (Wundärzte bzw. Chirurgus) und Kompaniefeldscherer sowie deren Gehilfen für die Kranken verantwortlich, seltener  universitär gebildete Regimentsmedici (die eigentlichen  Ärzte). Die Regimentsfeldscherer und -medici bezogen häufig ein Gehalt ähnlich den  Premierleutnanten, waren aber bis weit ins 18. Jahrhundert hinein keine Offiziere. Die Entlohnung der Kompaniefeldscherer entsprach der von Sergeanten oder Feldwebeln. In der Etappe übernahmen Lazarette die Aufnahme kranker und verwundeter Soldaten.
Seit Beginn des 18. Jahrhunderts verbesserte sich die fachliche Ausbildung der oberen Wundärzte merklich. Die akademische Ausbildung der Regimentsfeldscherer erfolgte in Preußen seit 1724 am Collegium medico-chirurgicum, in Österreich seit 1784 am  Medicinisch-chirurgischen Josephsakademie (Josephinum). In Württemberg war es seit 1770 die Hohe Karlsschule, zu deren Absolventen der Dichter Friedrich Schiller zählt, der anschließend kurze Zeit als Regimentsmedicus diente. Das Josephinum zu Wien wurde 1874 geschlossen, seitdem verpflichtete die Armee ausschließlich approbierte Mediziner. 
Gleichzeitig erfuhr das gesamte militärische Heilpersonal eine Aufwertung, indem es seit Mitte des 18. Jahrhunderts schrittweise den Soldaten gleichgestellt wurde, was auch zu ethischen Fragestellungen hinsichtlich der Vereinbarkeit der Berufe Arzt und Soldat führte. In Österreich erhielten die Regimentsfeldärzte Offiziersrang, nachfolgend in Preußen ebenso die Regimentsärzte, zunächst den von Fähnrichen oder Leutnanten, später den von Hauptleuten. Mit der Anstellung von Stabsärzten (Preußen) und Stabsfeldärzten (Österreich) auf Armee-, Korps- und Divisionsebene entstand ab dem späten 18. Jahrhundert eine eigene militärische Sanitätslaufbahn.
Das Sanitätswesen der Heere überwachten in Österreich und Preußen seit dem frühen 18. Jahrhundert Generalmedici bzw. Generalstabsärzte, zunächst noch im Obristenrang. In Preußen unterstand dem jeweiligen Generalmedicus einer Waffengattung (Infanterie, Kavallerie, Artillerie) jeweils ein Generalchirurgus. 
Zu jener Zeit wurden die Begriffe Feldscher/Chirurgus und Medicus längst nicht mehr trennscharf verwendet, sondern oft synonym. Mit der Vereinheitlichung der medizinischen Ausbildung Mitte des 19. Jahrhunderts endete deren bisherige Zweiteilung. Der moderne, umfassend gebildete Militärarzt (zuerst oft nur oberer Militärbeamter, später dann vollwertiger Sanitätsoffizier) vereinigte die Aufgaben des althergebrachten Medicus und Feldschers und löste diese ab.